# Wilhelm Hahn (Rektor)
Wilhelm Gotthelf Heino Hahn (* 4. August 1844 in Lieberose; † 1914 in Stralsund) war ein deutscher Gymnasiallehrer und Direktor.

## Leben
Hahn war der Sohn eines Hofrichters am Gräflich Schulenburgschen Patrimonialgericht. Wegen häufiger Versetzungen seines Vaters besuchte er ab Mitte der 1850er Jahre zunächst das Erziehungsinstitut Dr. Beheim-Schwarzbach in Ostrowo bei Filehne, dann das Gymnasium in Stargard und zuletzt das Gymnasium in Königsberg in der Neumark. Nach dem Abitur studierte er an 1864 Philologie an der Universität Leipzig, in Berlin und ab 1866 an der Universität Greifswald, wo er von Franz Bücheler als Lehrer beeinflusst wurde. 1867 wurde er in Greifswald mit seiner Dissertation Quaestiones scaenicae Plautinae zum Dr. phil. promoviert. Nach dem Staatsexamen 1868 trat er in den preußischen Schuldienst ein und war zunächst an der Realschule in Halberstadt tätig. Ostern 1870 wurde er an das Gymnasium Stralsund versetzt, dort Subrektor, später Konrektor und von 1904 bis 1913 Direktor dieser Anstalt. Er veröffentlichte zahlreiche philologische Kleinschriften, die in den Schulprogrammen der Realschule Halberstadt und des Gymnasiums Stralsund veröffentlicht wurden. Gemeinsam mit Rudolf Peppmüller erstellte er 1894 das Register zu Theodor Bergks Griechischer Literaturgeschichte.

## Schriften
- Mitteilungen aus dem älteren Bestande des Archivs. (1615–1815.) In: Festschrift zur Feier des 350-jährigen Bestehens des Gymnasiums zu Stralsund am 20. April 1910. S. 101–140